# شاهنامه قوام‌الدین حسن وزیر
شاهنامه قوام‌الدین حسن وزیر کتابی است خطی مربوط به سده ۸ هجری که برای وزیر اعظم استان فارس یعنی قوام‌الدین حسن نوشته و نگارگری شده است.
این اثر مربوط به مکتب شیراز اول در نگارگری ایرانی می‌باشد.
از نظر سبک‌شناسی، نقاشیهای این نسخه خطی در مقایسه با نسخه‌های خطی شاهنامه‌های نخستین دوران ایلخانیان، که در بغداد و تبریز به دست آمده، از نظر کیفیت پایین‌تر و خالی از ظرافت و سلیقه است. پیکره‌های درشت بر زمینه ساده با رنگ‌های تخت و فضای کم‌عمق ویژگی نگاره‌های شاهنامه قوام‌الدین حسن وزیر است